# Nhân Thành
Nhân Thành là một xã thuộc huyện Yên Thành, tỉnh Nghệ An, Việt Nam.
Xã Nhân Thành có diện tích 9,48 km², dân số năm 1999 là 8.431 người, mật độ dân số đạt 889 người/km².